# BFW CL.I
Il BFW CL.I fu un aereo da caccia monomotore, biposto e biplano, sviluppato dall'azienda aeronautica Bayerische Flugzeugwerke AG (BFW) negli anni dieci del XX secolo e rimasto allo stadio di prototipo.
Realizzato per rispondere alle specifiche Idflieg CL-Typ, non riuscì a superare le diffidenze della commissione esaminatrice venendo costruito in soli due esemplari sulla cui esperienza venne realizzato il successivo BFW CL.II.

## Storia del progetto
Nell'agosto 1916 l'Idflieg emise una specifica per la fornitura di un nuovo velivolo nel ruolo di caccia di scorta di classe CL-Typ. I CL-Typ erano dei velivoli biposto che avevano, come caratteristica peculiare, una struttura più leggera di circa 250 kg rispetto ai C Typ monoposto. In virtù delle maggiori prestazioni, a parità di motorizzazione, ottenute semplicemente con una riduzione della massa del veicolo, i nuovi modelli dovevano essere affiancati ai C Typ in azioni belliche.
La Bayerische Flugzeugwerke (BFW), azienda sorta a Monaco di Baviera su iniziativa di Gustav Otto dopo che era stato costretto a chiudere l'azienda che portava il suo nome, nel tardo 1917 riuscì ad ottenere un contratto per la fornitura di due velivoli rispondenti alla classe CL-Typ. In quel periodo l'azienda stava cercando di farsi assegnare una commessa di 100 esemplari di Halberstadt CL.II da produrre su licenza, e il proprio ufficio tecnico elaborò un progetto che rispetto a quel modello richiedeva il 20% in meno di ore di mano d'opera, con un conseguente vantaggio sia nella produttività che nei costi di realizzazione. Il velivolo era caratterizzato dalla velatura biplano-sesquiplana, ovvero con piano alare superiore di apertura superiore all'inferiore, collegati tra loro da un singolo montante interalare per lato. L'armamento previsto era quello standard già utilizzato nei biposto tedeschi dell'epoca, una mitragliatrice LMG 08/15 "Spandau" calibro 7,92 mm fissa in caccia, più una Parabellum MG14, di pari calibro, montata su supporto ad anello nell'abitacolo posteriore.
Il primo prototipo, indicato dall'azienda come Type 17 ed equipaggiato con un motore Mercedes D.III da 160 PS (118 kW), venne completato nell'aprile 1918, e trascorse le preliminari prove di volo inviato all'aerodromo di Adlershof, nei dintorni di Berlino, per prove di valutazione. La commissione esaminatrice lo indicò inferiore nelle prestazioni complessive al concorrente Hannover CL.V, tuttavia invitando la BFW a rivedere il progetto per poterlo riproporre. Riportato in azienda fu sottoposto ad una revisione della fusoliera, ulteriormente alleggerita, ed il modello, indicato CL.Ia, venne sottoposto a prove statiche strutturali tra il 30 agosto e il 14 settembre 1918. Constatando che i risultati non erano soddisfacenti, l'azienda preferì concentrarsi su una nuova variante evoluta, il BFW CL.II.

## Utilizzatori
Germania
- Luftstreitkräfte